# Parque Dendrológico de Cultivos del Sur

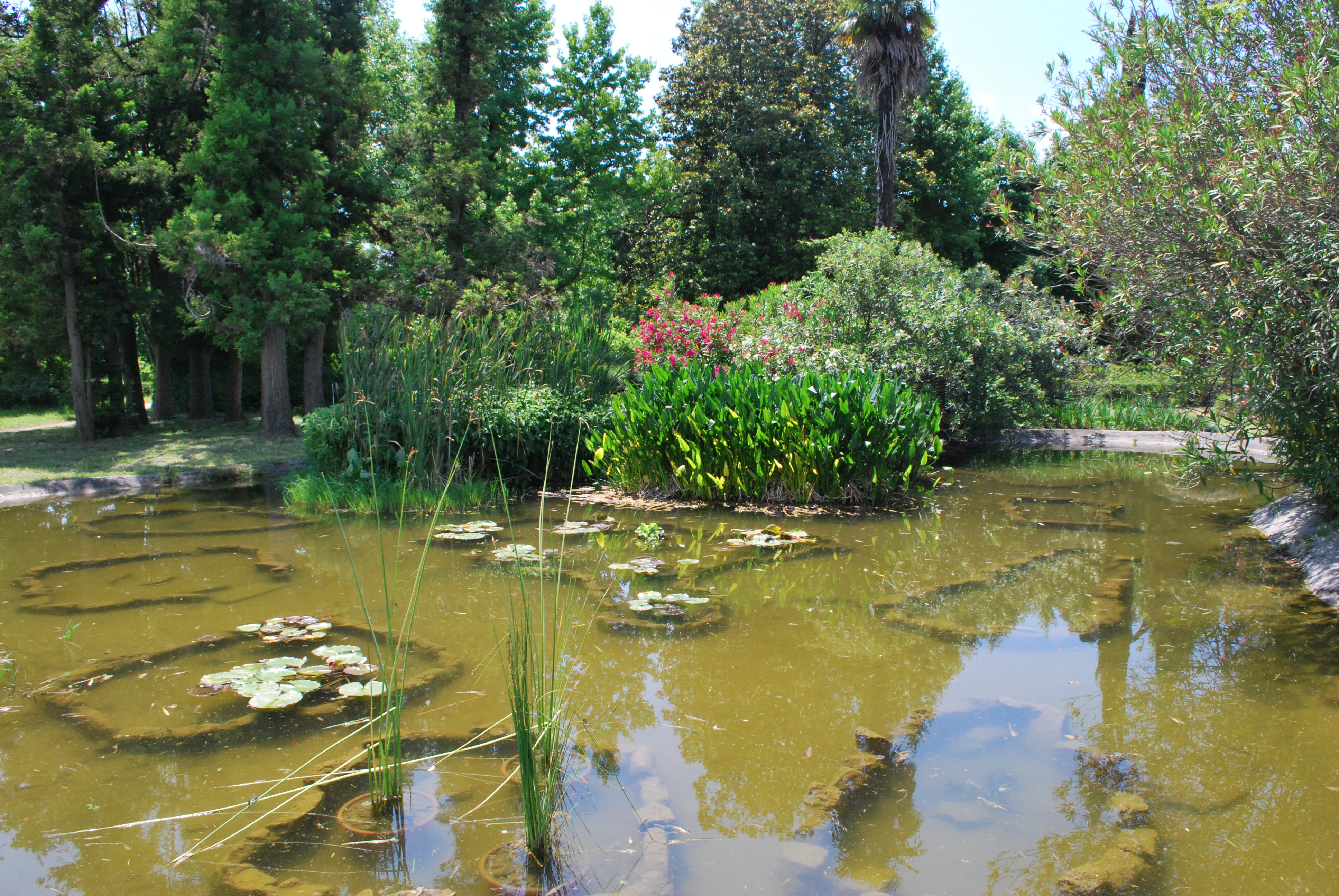
Estanque con plantas acuáticas del parque Adler de Sochi.

El Parque Dendrológico de Cultivos del Sur (en ruso : Парк «Южные культуры») es un jardín botánico, y arboreto, que se encuentra en el barrio de Ádler de Sochi, Rusia. Situado cerca de la orilla izquierda del río Mzymta. Construido en 1910 según el proyecto de arquitecto del paisaje Arnold E. Regel. En la actualidad es el mayor recinto en cultivo de árboles y flores exóticas de la zona. Su código de reconocimiento internacional como institución botánica, así como las siglas de su herbario es SOCD. 

## Localización
Dendrologial Park "South Cultures" 13 Nagornyi tup., 354354 Sochi, Krasnodar Region, Russian Federation-federación rusa. 
El parque se encuentra abierto todo el año, gracias a su clima suave subtropical junto al Mar Negro.

## Historia
El parque fue fundado por el general Danil Drachevski en las tierras de su hacienda Sluchainoye (Случайное, "azar") en el área de 11 hectáreas entre 1910 y 1911. El proyecto fue obra de un arquitecto paisajista ruso de gran talento, Arnold E. Regel. Los arquitectos paisajistas de la época utilizaban un estilo con la inclusión de elementos regulares en un gran hoyo en la parte sur del parque, este elemento era algo bastante común en el arte del paisaje de finales del siglo XIX a principios del siglo XX. La decisión original era usar un desglose regular cerca de la casa y un desnivel muy pronunciado lejos de ella, en el fondo del parque, lo que le hace parecer como su centro arquitectónico. 
Uno de los elementos más importantes de la composición del parque es su intrincada red de senderos y caminos. En la parte superior de la entrada principal al parque se establece casi una ruta directa, otra comienza en el patio. Ambas se funden en una avenida central que conduce a la bajada de la escalinata a la parte inferior. En la parte inferior de la escalera conduce a una línea recta principal que corre hacia el mar y conduce a la laguna principal y los parterres. 
Pequeños senderos atraviesan el parque con sombreado. En el sombreado se utilizan especies de árboles y arbustos en diversas combinaciones. Existen coníferas ( abetos, cedros, pinos, cipreses, cryptomerias, etc) y árboles de hoja caduca ( magnolias, rhododendrom, alcanfor y laureles, plátanos de indias y otras). 
En las zonas con más claros crecen valiosos árboles y arbustos ( abeto azul de México, cedro del Atlas, ciprés de lawson, ciprés soleado, camelias , etc.) Los grupos de bambús, las palmeras, el césped pampasskaya crean en el parque exóticos lugares especiales. 
El parque tiene varias vías: una desde el cedro del Himalaya y el abeto, otra desde el árbol de tulipán. Organización del parque se encuentra complementada con los estanques decorativos. Al este de las principales avenidas del parque, se encuentra un lago artificial con islas y puentes. El segundo estanque situado a la derecha de las principales avenidas del parque, una extensión artificial del canal que atraviesa el arroyo del parque. En los emplazamientos de los puestos junto al muelle de la laguna en segundo lugar, el césped, donde una alfombra de plantas creadas dibujos al estilo barroco. 
Al parecer, el parque Drachevsky en Adler fue creado por Arnold E. Rigel en exclusiva. Para la realización de sus ideas R. Skryvamek lo llevó de jardinero. Él era un residente de Sochi, donde poseía un terreno, y a comienzos del siglo XX, trabajó como asistente de dirección del jardín de Sochi y de la Estación Agrícola R. Garbe. 
Desde 1920 el parque pasó a formar parte del sovjós Sluchainoye, en 1929 el sovjós y el parque pasaron a llamarse "Cultivos de Sur" (Южные культуры). 
De 1936 a 1939 gracias a la iniciativa de profesor D. Artsybashev se importaron plantas ornamentales desde el extremo oriente, muchas de ellas se plantaron en los "Cultivos del Sur". El resultado es que en este espacio se concentra la mayor y más singular colección de plantas decorativas exóticas de la antigua Unión Soviética: cerezos japoneses, arces japoneses palmeados, camelias japonesas, rododendros híbridos, Kalin y otras especies ornamentales. Estos especímenes se utilizan como fuentepara aumentar la diversidad en la flora de los parques decorativos de la costa del Mar Negro. 
La última plantación masiva en el parque se llevó a cabo en 1950, cuando se creó la avenida de los eucaliptos. 
Durante mucho tiempo el parque "Cultivos del Sur" se ha encontrado en peligro: tal como una desfiguración de la integridad de composición del parque, debido a la presencia de aguas subterráneas se ha debilitado el crecimiento de las especies exóticas, lo que causa su envejecimiento prematuro, y la muerte temprana de los árboles. Los desastres naturales han afectado fuertemente a "Cultivos del Sur" como consecuencia de tornados que pasaron por la zona a finales de 1980 y principios de 2000. A pesar del estado en que se encontraba el famoso parque temático, en el 2008 fue visitado por más de diez mil personas. 
En noviembre de 2008 se propuso la reconstrucción del parque "Cultivos del Sur". Su proyecto está diseñado para una ejecución a unos 1,5 años vista. Encaminado para despejar caminos y claros de árboles caídos y la auto siembra, la plantación de material vegetal, restauración de invernaderos, e instalación de bancos. Plantaciones de alrededor de 200 magnolias, cipreses , pinos, adelfas, Callistemon, alrededor de 560 rosales, 750-800 sobre casas de verano. La reconstrucción se realiza en estricta conformidad con el proyecto de A. E. Regel.